# La Phalène d'argent
Pour les articles homonymes, voir Phalène.
Pour plus de détails, voir Fiche technique et Distribution.
La Phalène d'argent (Christopher Strong) est un film américain réalisé par Dorothy Arzner, sorti en 1933.

## Synopsis
Le film raconte l'histoire d'amour que vit Cynthia Darrington, une aristocrate anglaise indépendante, et pilote d'avion professionnelle. Lors d'une soirée, elle fait la rencontre de Sir Christopher Strong, un homme marié et père de Monica, qui va rapidement devenir l'amie de Cynthia. Peu à peu, des sentiments vont naître entre Cynthia et Christopher et ceux-ci vont avoir du mal à les ignorer.

## Fiche technique
- Titre : La Phalène d'argent
- Titre original : Christopher Strong
- Réalisation : Dorothy Arzner
- Scénario : Zoe Akins d'après le roman Christopher Strong, a Romance de Gilbert Frankau (en)
- Photographie : Bert Glennon
- Montage : Arthur Roberts
- Musique : Roy Webb
- Direction artistique : Van Nest Polglase
- Costumes : Howard Greer et Walter Plunkett
- Production : David O. Selznick et Pandro S. Berman
- Société de production : RKO
- Pays d'origine : États-Unis
- Format : Noir et blanc - Mono (RCA Photophone System)
- Genre : Drame
- Durée : 78 minutes
- Dates de sortie : 
  - États-Unis : 31 mars 1933
  - France : 23 février 1934

## Distribution
- Katharine Hepburn : Lady Cynthia Darrington
- Colin Clive : Sir Christopher Strong
- Billie Burke : Lady Elaine Strong
- Helen Chandler : Monica Strong
- Ralph Forbes : Harry Rawlinson
- Irene Browne : Carrie Valentine
- Jack La Rue : Carlo
- Desmond Roberts : Bryce Mercer
- Margaret Lindsay : non créditée